# قتلگاه
قتلگاه یا کیل‌زون (به انگلیسی: Killzone) یک بازی ویدئویی به سبک تیراندازی اول شخص از مجموعه بازی‌های قتلگاه است که در سال ۲۰۰۴ توسط شرکت گوریلا گیمز ساخته شده و به‌وسیلهٔ شرکت سونی کامپیوتر انترتینمنت برای کنسول پلی‌استیشن ۲ منتشر شد. این اولین قسمت از سری بازی‌های قتلگاه محسوب می‌شود. نسخه بازسازی شده این بازی توسط سوپرمسیو گیمز با گرافیک اچ‌دی در قالب قتلگاه مجموعه سه‌گانه در ۲۳ اکتبر ۲۰۱۲ از طریق پلی‌استیشن نتورک برای کنسول پلی‌استیشن ۳ در دسترس قرار گرفت. دنبالهٔ مستقیم این بازی تحت عنوان قتلگاه ۲ در فوریه ۲۰۰۹، برای کنسول پلی‌استیشن ۳ عرضه شد و مورد تقدیر قرار گرفت.

## داستان
پس‌زمینه تاریخی:
در سال 2357، پس از جنگ هسته‌ای 2055 که زمین را غیرقابل سکونت کرد، دولت‌های باقی‌مانده "ملل متحد استعماری" (UCN) را تشکیل دادند. این اتحادیه با همکاری شرکت‌های خصوصی، دو سیاره در منظومه آلفا قنطورس را مستعمره کرد:
- وکتا: سیاره‌ای حاصلخیز (نام‌گذاری شده به نام فیلیپ وکتا، مدیرعامل هلدینگ معدنی هلگان)
- هلگان: سرزمینی بایر متعلق به شرکت هلگان
منشأ درگیری:
شرکت هلگان که مالک سیاره هلگان بود، قصد خرید وکتا را داشت. وقتی UCN به دلیل روش‌های تجاری ناعادلانه علیه این شرکت تحریم اعمال کرد، جنگ اول فراخورشیدی شعله‌ور شد. نیروهای ISA (شاخه نظامی UCN) شرکت هلگان را از وکتا بیرون راندند.
ظهور هلگاست‌ها:
تبعیدی‌ها در هلگان تمدنی نظامی و اقتدارگرا ساختند. شرایط سخت جوی موجب:
- نیاز دائمی به دستگاه‌های تنفسی
- جهش ژنتیکی به موجوداتی کم‌مو با پوست رنگ‌پریده
- افزایش قدرت، استقامت و هوش
- توسعه ایدئولوژی برتری نژادی و نفرت از انسان‌های وکتا
طرح داستان اصلی:
اسکولار ویساری، امپراتور هلگان، ارتش سوم را برای حمله غافلگیرانه به وکتا می‌فرستد. اگرچه سیستم دفاع خورشیدی (SD) ISA وجود دارد، اما فعال‌سازی آن به تأخیر می‌افتد و هلغاست‌ها:
- مرکز فرماندهی ISA را تصرف می‌کنند
- مواضع استراتژیک را تحت کنترل می‌گیرند
کاپیتان جان تمپلار، افسر کهنه‌کار ISA، مأموریت می‌یابد:
1. یافتن سرهنگ گرگور هاکا (مأمور نفوذی نیمه‌هلگانی) که از نحوه عبور مهاجمان اطلاع دارد
2. همکاری با:
- لوگر (مامور واحد مارشال‌های سایه)
- ریکاردو ولاسکز (تک‌تیرانداز انتقام‌جو)
توطئه داخلی:
گروه کشف می‌کند ژنرال استوارت آدامز (مسئول سیستم SD) به ژنرال لنته (فرمانده ارتش سوم) خیانت کرده است. آدامز:
- ژنرال واتون (فرمانده ISA) را می‌کشد
- قصد دارد ناوگان کمکی UCN را نابود کند
پایان‌بندی:
تیم تمپلار پس از:
- نابودی پایگاه‌های کلیدی هلغاست‌ها
- کشتن ژنرال لنته
- خنثی‌سازی مرکز کنترل SD
موفق می‌شود توطئه را خنثی کند، اما می‌دانند جنگ واقعی تازه آغاز شده است.

## بازیگران صداپیشه
- برایان کاکس: اسکولار ویساری
- شان پرتوی: سرهنگ هاکا
- رانی کاکس: ژنرال آدامز
- تیلور لارنس (با نام جنیفر لارنس): لوگر
- و بازیگران دیگر برای نقش‌های فرعی